# Deeveya jillae
Deeveya jillae is een mosselkreeftjessoort uit de familie van de Deeveyidae. De wetenschappelijke naam van de soort is voor het eerst geldig gepubliceerd in 1989 door Kornicker & Iliffe.